# Життя з ідіотом
«Життя з ідіотом» (рос. Жизнь с идиотом) — опера Альфреда Шнітке на російське лібрето Віктора Єрофєєва. Алегорія на радянський гніт, опера була вперше виконана в Театрі опери та балету Амстердама 13 квітня 1992 року.

## Ролі
| Роль          | Тип голоси | Виконували на прем'єрі Диригент: Мстислав Ростропович |
| ------------- | ---------- | ----------------------------------------------------- |
| Я             | баритони   | Дейл Дюсинг/Ромен Бішофф                              |
| Дружина       | сопрано    | Тереза Рингхольц                                      |
| Вова          | тенор      | Говард Хаскін                                         |
| Охоронець     | бас        | Леонід Зимненко                                       |
| Марсель Пруст | баритон    | Роббин Леггате                                        |

## Сюжет

### Перший акт
Як покарання за те, що не працює досить старанно, влади засудили «я» до життя з ідіотом. «Я» обирає Вову з дурдому. Вова вміє говорити тільки одне слово: «Ех».

### Другий акт
Спочатку Вова веде себе добре, але потім він раптом починає бешкетувати, в тому числі рвати копії робіт Марселя Пруста, що належать дружині. «Я» і його дружина їдуть жити в іншу кімнату і Вова заспокоюється. Жінка закохується у Вову і вагітніє від нього. Тоді Вова і Я повстають на дружину. «Я» вбиває її і стає ідіотом.

## Записи
- Life with an Idiot (живий запис прем'єри), Роттердамський філармонічний оркестр, диригент Ростропович (запис компанії Соні)